# Enterobakterijski fag T2
Enterobakterijski fag T2 je virulentni bakteriofag roda T4 sličnih virusa, u familiji Myoviridae. On inficira Escherichia coli i najbolje je poznat među T-parnim fagovima. Ovaj virus se sastoji od linearne dvolančane DNK, terminalno nezaštićene i cirkularno permutovane. Fag je prekriven zaštitnim proteinskim slojem, koji normalno sadrži sumpor. Jedni molekul faga koji sadrži fosfor je njegova DNK.
Ovaj fag može brzo da pretvori E. coli ćeliju u fabriku za T2 proizvodnju koja ispušta fagove nakon pucanja ćelije. Eksperimenti koje su izveli Alfred Herši i Marta Čejs su pokazali da se DNK virusa ubrizgava u bakterijske ćelije, dok najveći deo viralnih proteina ostaje izvan ćelija. Ti DNK molekuli uzrokuju umnožavanje viralne DNK i proteina.

## Literatura
- Biology, Seventh Edition - Neil Campbell and Jane Reece
- Dimmock, N.J; Easton, Andrew J; Leppard, Keith (2007) Introduction to Modern Virology sixth edition, Blackwell Publishing,.  978-1-4051-3645-7.
- Knipe, David M; Howley, Peter M; Griffin, Diane E; Lamb, Robert A; Martin, Malcolm A; Roizman, Bernard; Straus Stephen E. (2007) Fields Virology, Lippincott Williams & Wilkins.  978-0-7817-6060-7.
- Shors, Teri (2008). Understanding Viruses. Jones and Bartlett Publishers. ISBN 978-0-7637-2932-5.